# Columbus Blue Jackets
Columbus Blue Jackets je hokejaški klub iz Columbusa u američkoj saveznoj državi Ohiju.
Natječe se u NHL ligi od 1993./1994. godine.
Domaće klizalište: 
- Nationwide Arena

Klupske boje: plava, crvena i bijela

## Vanjske poveznice
Columbus Blue Jackets  Arhivirana inačica izvorne stranice od 17. svibnja 2008. (Wayback Machine)